# .cym
.cym és un domini de primer nivell genèric d'Internet reservat per a les Illes Caiman. El domini territorial de primer nivell de les Illes Caiman és .ky. El codi international de tres lletres CYM està assignat a les Caiman. L'ICANN està en procés d'augmentar el nombre de dominis genèrics de primer nivell ('gTLDs'), i s'espera obtenir aquest domini seguint aquest procés.

## Rivalitat amb Gal·les
Gal·les també optava a aquest domini. El van proposar el 2006 per a les pàgines escrites en gal·lès. La campanya va ser iniciada després de l'èxit de la introducció del .cat per a la comunitat de parla catalana (el domini .cat està reservat oficialment per a aquelles pàgines web que «destaquen la llengua i cultura catalanes»).
La declaració de missió de la campanya deia:
| « | La llengua i la cultura gal·leses formen una comunitat que creiem que ha de ser identificada i destacada amb el seu propi domini de primer nivell patrocinat a Internet. Amb un domini de primer nivell patrocinat .cym, aquells individus, organitzacions i empreses de tot arreu del món que s'expressen en gal·lès i/o que volen animar la cultura gal·lesa podran registrar-se i ser clarament identificats. | » |

## Decisió d'ICANN
.cym es va assignar a les Illes Caiman perquè la política d'ICANN diu que les noves sol·licituds de dominis de tres lletres no s'acceptaran si concorden amb algun codi ISO de tres lletres. La campanya dot.CYM ha passat a demanar el domini ".cymru".